# Baranowicze Poleskie

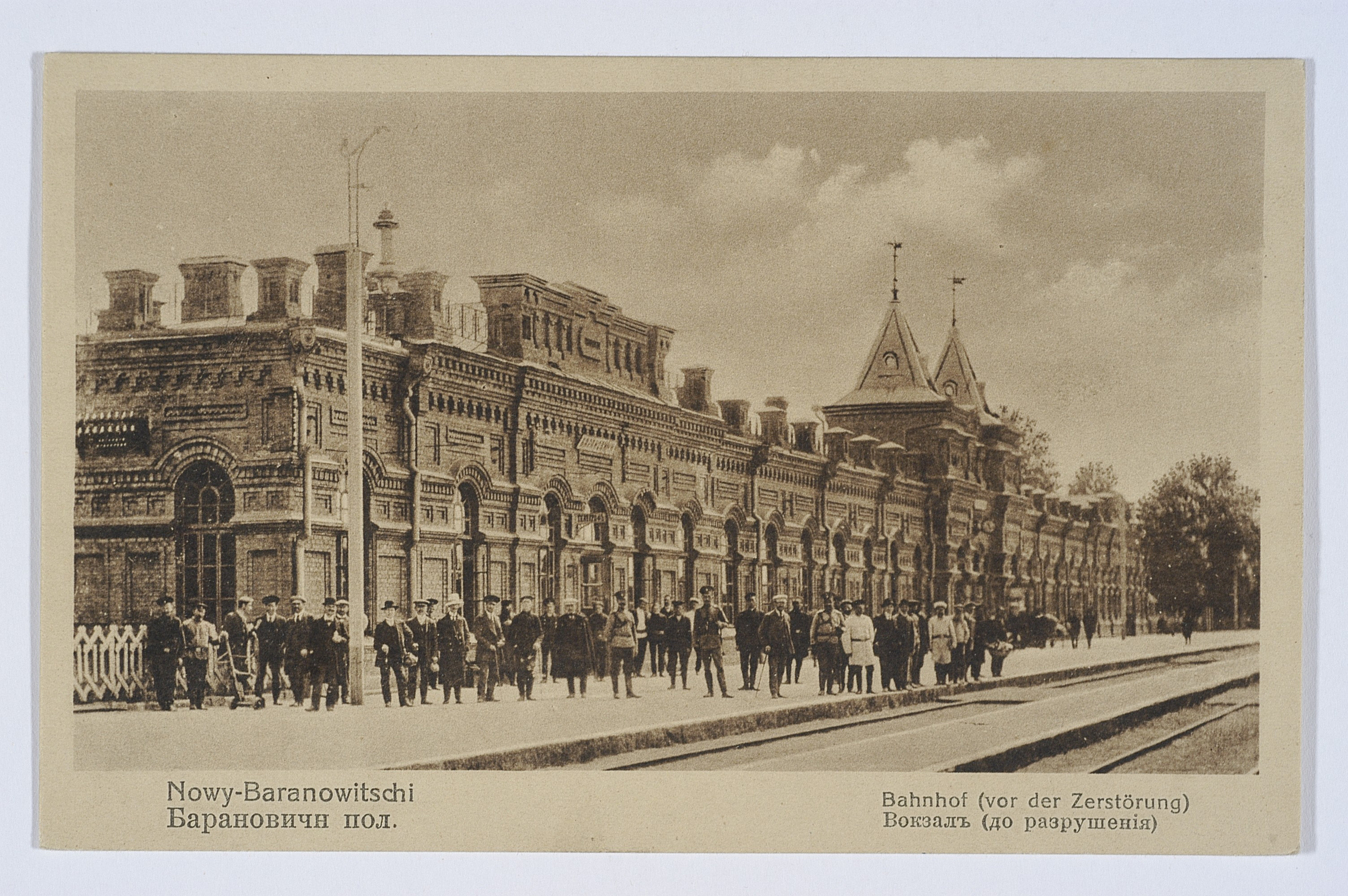
stacja w 1916

Baranowicze Poleskie (biał. Баранавічы-Палескія, ros. Барановичи-Полесские) – stacja kolejowa w miejscowości Baranowicze, w rejonie baranowickim, w obwodzie brzeskim, na Białorusi. Leży na linii Wilno - Baranowicze - Równe. Stacja węzłowa.